# Fabio Baggio
Fabio Baggio CS (ur. 15 stycznia 1965 w Bassano del Grappa) – włoski duchowny rzymskokatolicki, skalabrynianin, doktor nauk humanistycznych specjalizujący się w historii Kościoła, arcybiskup, podsekretarz Dykasterii ds. Integralnego Rozwoju Człowieka od 2017, kardynał diakon od 2024.

## Życiorys
W 1992 otrzymał święcenia kapłańskie w zgromadzeniu Misjonarzy Świętego Karola Boromeusza. Pracował jako misjonarz w Chile, Argentynie, Brazylii i na Filipinach. Od 2000 był też wykładowcą zakonnego instytutu w Rzymie, a w 2013 został jego przewodniczącym.
14 grudnia 2016 papież Franciszek mianował go podsekretarzem Dykasterii ds. Integralnego Rozwoju Człowieka. Urząd objął 1 stycznia 2017, natomiast 23 kwietnia 2022 ponownie otrzymał od papieża nominację na ten urząd.
6 października 2024 podczas modlitwy Anioł Pański papież Franciszek zapowiedział włączenie go do Kolegium Kardynałów, a 7 grudnia 2024 w trakcie konsystorza w bazylice św. Piotra kreował go kardynałem diakonem, a jako kościół tytularny nadał mu kościoła św. Filipa Neri na Eurosia. Jako swoje zawołanie przyjął słowa „Notas mihi facies vias vitae” (Daj mi poznać ścieżki życia).
31 października 2024 papież Franciszek przydzielił mu stolicę tytularną Urusi wraz z godnością arcybiskupa. Święcenia biskupie otrzymał 11 stycznia 2025 w kaplicy Centrum Misyjnego Scalabrini w Bassano del Grappa. Głównym konsekratorem był kardynał Michael Czerny, prefekt Dykasterii ds. Integralnego Rozwoju Człowieka, a współkonsekratorami kardynał Silvano Tomasi, delegat specjalny przy Zakonie Maltańskim, i Giuliano Brugnotto, biskup diecezjalny Vicenzy. Jako dewizę biskupią utrzymał kardynalskie zawołanie „Notas mihi facies vias vitae”.
11 stycznia 2025 papież Franciszek mianował go członkiem Dykasterii ds. Świeckich, Rodziny i Życia. Brał udział w konklawe 2025, które wybrało papieża Leona XIV.